# Simson-Hospiz
Das Simson-Hospiz war eine bedeutende, von Cluniazensern errichtete Raststätte für Pilger in Konstantinopel vor der Zeit der Kreuzzüge. Das Simson-Hospiz war westlichen Pilgern vorbehalten.
Der Pilgerstrom während des 10. Jahrhunderts konnte u. a. die Route durch das byzantinische Italien begehen, dabei die kurz Seereise von Bari nach Dyrrhachion machen und sodann der alten römischen Via Egnatia nach Thessalonike folgen. Durch die Gefahren der Reise wurden Unterkünfte notwendig, die den Pilgern ausreichend Schutz in einer wohlgesinnten Umgebung boten. Zu Beginn der Pilgerreisen errichteten Cluniazenser daher Pilgerherbergen entlang ihres Weges. In Italien existierten mehrere Herbergen, einige davon vorbehalten für Skandinavier.
Weitere große Hospize der Cluniazenser befanden sich unter anderem in Melk, Österreich, und Rodosto in der heutigen Türkei.